# المحكمة الجنائية المركزية العراقية
المحكمة الجنائية المركزية العراقية (CCCI) هي محكمة جنائية عراقية. تعتمد المحكمة على نظام التحقيق، وتتألف من دائرتين: محكمة تحقيقية ومحكمة جنائية. أنشأت سلطة الائتلاف المؤقتة المحكمة عام 2003 للنظر في قضايا الجرائم الخطيرة، مثل الفساد الحكومي والإرهاب والجريمة المنظمة، والتي كان يتولاها سابقًا قضاة المحافظات في المحاكم الجنائية العادية. يشترط في المرشحين للقضاء أن يكونوا عراقيين ذوي خلق رفيع وسمعة طيبة، وغير منتمين لحزب البعث، وأن يتمتعوا بـ"كفاءة قانونية عالية"، وأن يوقعوا على يمين التعيين.

## نقد
وُجِّهت انتقاداتٌ إلى المحكمة، وكذلك إلى السلطة القضائية العراقية عمومًا. نشرت صحيفة نيويورك تايمز مقالًا استقصائيًا ينتقد المحكمة، وقالت منظمة هيومن رايتس ووتش:
| « | المحكمة الجنائية المركزية الهندية هي المؤسسة الرائدة في مجال العدالة الجنائية في البلاد. ومع ذلك، فهي مؤسسة تفشل فشلاً ذريعاً في استيفاء المعايير الدولية للإجراءات القانونية الواجبة والمحاكمات العادلة. فكثيراً ما يضطر المتهمون إلى الاحتجاز لفترات طويلة قبل المحاكمة دون مراجعة قضائية، ولا يتمكنون من تقديم دفاع جاد أو الطعن في الأدلة المقدمة ضدهم. ويبدو أن إساءة المعاملة أثناء الاحتجاز، والتي عادةً ما تكون بهدف انتزاع الاعترافات، أمر شائع، مما يُشوّه إجراءات المحاكمة في تلك القضايا. | » |

وقد أوصت بعثة الأمم المتحدة لمساعدة العراق الحكومة "بمراجعة الإجراءات أمام المحاكم الجنائية واعتماد تدابير تتفق مع المعايير الدنيا للمحاكمة العادلة؛ واعتماد تدابير لضمان الحقوق الأساسية للمتهمين، بما في ذلك الوصول في الوقت المناسب وبصورة كافية إلى محامي الدفاع، واستمرار التمثيل من جانب المحامين في جميع مراحل الإجراءات؛ والنظر في تنفيذ وقف مؤقت لعقوبة الإعدام في انتظار مراجعة شاملة للإجراءات القانونية المتبعة في كل من مرحلتي ما قبل المحاكمة والمحاكمة".

## روابط خارجية
- نسخة منقحة من شهادة المحاسب القانوني المعتمد، 14 نوفمبر 2003
- مشروع العدالة العالمية: العراق